# Insoo Kim Berg
Insoo Kim Berg (Koreaans: 인수 킴 버그) (Seoel, 25 juli 1934 - Milwaukee, 10 januari 2007), geboren in Korea, was een psychotherapeut in de Verenigde Staten die vorm heeft gegeven aan de ontwikkeling van oplossingsgerichte korte therapie.

## Biografie
Ze was geboren en getogen in Seoul, Korea en heeft voor apotheker gestudeerd aan de Ewha Womans University in Seoul. Na haar huwelijk met Charles Berg 1957 reisde ze naar de Verenigde Staten. Haar studie maatschappelijk werk begon aan de Universiteit van Wisconsin-Milwaukee in 1960.  Hiervoor startte ze een praktijk in Milwaukee. Vanuit haar eerste huwelijk kregen Berg en haar eerste echtgenoot, Charles, een dochter, Sarah K. Berg. In 1972 kwam dit huwelijk tot een einde.
In het Family Institute van Chicago voltooide Berg haar postdoctorale studies, alsook de Menninger Foundation in Kansas en het Mental Research Institute (MRI) in Palo Alto, Californië. Bij het MRI instituut ontmoette Berg haar toekomstige echtgenoot, Steve de Shazer. In juni 1977 trouwde het paar.
Op 10 januari 2007 stierf Berg op 72-jarige leeftijd in Milwaukee.

## Oplossingsgerichte korte therapie
Berg en de Shazer hebben samen in 1978 het Brief Family Therapy Center (BFTC) in Milwaukee opgericht. Berg was zowel clinicus als uitvoerend directeur in het centrum.  Binnen oplossingsgerichte korte therapie worden Berg en de Shazer gezien als pioniers die vanuit hun onderzoek in de jaren tachtig in het BFTC de stroming vorm hebben gegeven. Hun onderzoek was dan weer een voortgang van onderzoek bij het Mental Research Institute.
Over de hele wereld leidde Berg trainingsworkshops over oplossingsgerichte therapie. Bovendien is ze de auteur van verschillende boeken over oplossingsgerichte therapie.

## Werken
- Berg, Insoo Kim en Scott Miller. Working with the Problem Drinker: A Solution-focused Approach. New York: Norton, 1992. ISBN 978-0393701340
- Berg, Insoo Kim,  Family-based Services: A Solution-focused Approach. New York: Norton, 1994. ISBN 978-0393701623
- Berg, Insoo Kim en Susan Kelly. Building Solutions in Child Protective Services. New York: Norton, 2000. ISBN 978-0393703108
- Berg, Insoo Kim en Yvonne M. Dolan. Tales of Solutions: A Collection of Hope-inspiring Stories.. New York: Norton, 2001. ISBN 9780393703207
- Berg, Insoo Kim en Peter Szabó. Brief Coaching for Lasting Solutions. 2005. ISBN 9780393704723
- De Jong, Peter & Insoo Kim Berg. IInterviewing for Solutions(4e ed. ) Pacific Grove, Californië: Brooks / Cole, 2012. ISBN 978-1111722203